# The Astonishing
《The Astonishing》은 2016년 1월 29일, 로드러너 레코드를 통해 발매된 미국의 프로그레시브 메탈 밴드 드림 시어터의 열세 번째 스튜디오 음반이다. 기타리스트 존 페트루치가 구상한 이야기와 페트루치와 키보디스트 조던 루디스가 작곡한 음악이 있는 이 밴드의 두 번째 콘셉트 음반이다. 작곡가 데이비드 캠벨은 음반의 현악기와 합창단을 조율하는 것을 도왔다. 이 밴드는 캐나다에서 녹음된 보컬을 제외하고 뉴욕주 롱아일랜드의 코브 시티 사운드 스튜디오에서 2015년 내내 이 음반을 위한 그들의 파트를 녹음했다. 믹싱과 사운드 엔지니어링은 밴드의 오랜 협력자인 리처드 치키가 맡았으며 페트루치는 프로듀싱을 맡았다.
《The Astonishing》은 디스토피아적인 미래의 미국을 배경으로 하고 음악의 마법 같은 힘을 사용하여 아메리카 대륙의 그레이트 노던 제국에 저항하기 위한 노력으로 레이븐스킬 반란군 민병대를 따라간다. 그것은 현대 사회의 어디에나 있는 기술 자동화에 대한 페트루치의 관찰뿐만 아니라 《왕좌의 게임》과 《스타워즈》와 같은 현대적인 판타지와 공상과학 프랜차이즈에 의해 영감을 받았다. 그 음반의 서술에 맞추려는 노력으로, 드림 시어터는 부드러운 발라드부터 그들의 더 관습적인 점진적인 메탈 사운드에 이르기까지 매우 다양한 스타일로 노래를 썼다.
《The Astonishing》이 발매되기 전에, 그 밴드는 그들만의 웹사이트, 팬 메일링 리스트, 그리고 트레일러를 가지고 그 음반을 홍보했다. 그것은 9개국의 상위 10개국에서 데뷔했고 미국 《빌보드》 록 차트에서 1위에 오른 최초의 드림 시어터 음반이 되었다. 그것은 음악 비평가들로부터 전반적으로 호평을 받았고, 그 밴드는 2016년의 대부분 동안 그 음반을 지원하기 위해 투어를 했다.

## 배경

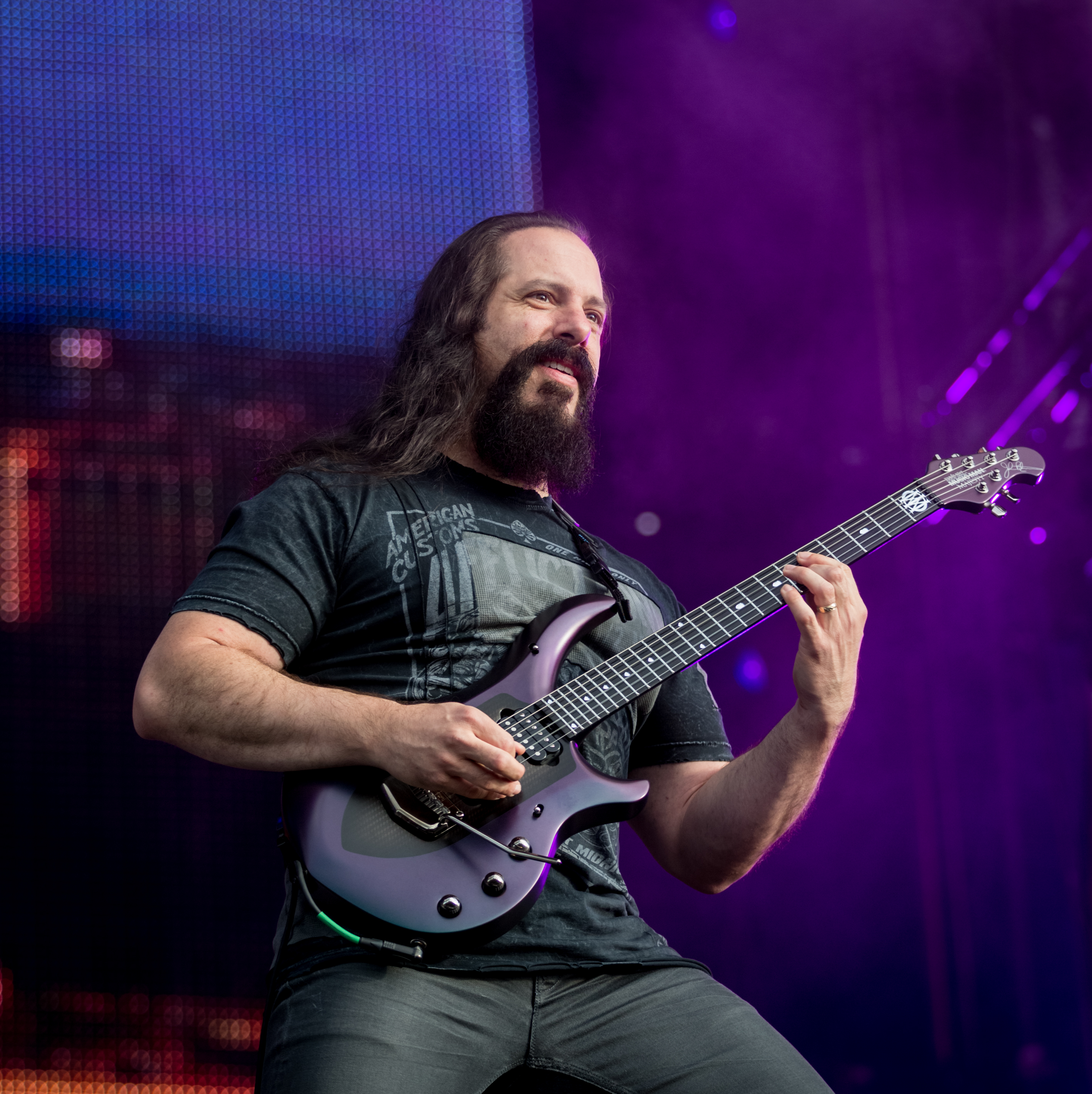
존 페트루치는 《The Astonishing》의 이야기를 썼고, 음반의 음악을 공동 작곡했으며, 프로듀서로 활동했다.

2013년 중반, 기타리스트 존 페트루치는 콘셉트 음반을 위한 이야기를 쓰기 시작했고, 약 1년 후에 그것을 드림 시어터의 나머지 사람들에게 보여주었다. 페트루치가 "모든 사람들은 '그것을 위해'라는 사고방식을 가지고 있었습니다. 그리고 제가 이것을 발표하고 심지어 제목을 말했을 때, 로드러너에서 데이브 라스와 가졌던 바로 그 첫 만남부터, 그는 100% 탑승했습니다. 로드러너의 모든 사람들의 참여는 완전히 믿을 수 없고, 매우 지지적이었습니다. 그것은 재미있고, 다르기 때문에, 이런 종류의 것들을 사랑하는 우리 모두의 비밀스러운 괴짜에 불을 붙였습니다." 그것의 구상부터, 페트루치는 그 이야기가 결국 영화, 연극, 또는 비디오 게임으로 재구성되는 것을 상상했다.
페트루치와 키보디스트 조던 루디스는 매일 모여서, 아침에 생각을 검토하고, 그리고 나서 낮과 밤에 음악을 통해 작업함으로써 드림 시어터의 나머지 부분으로부터 독립적으로 그 음반의 음악을 썼다. 그들의 초기 초안을 끝내자마자, 그들은 그들만의 악기를 위한 부분들을 작업한 나머지 밴드에게 그것들을 제시했다. 아티산 뉴스와의 인터뷰에서, 드러머 마이크 맨지니는 "제게 가장 큰 어려움은 드럼이 없었기 때문에, 제게 주어진 초기 음악을 해석하는 것이었습니다. 그래서 저는, '좋아요, 저는 어디에서 느슨하게 해야 하는지 또는 많이 눕혀야 하는지 이해하기 위해 이것을 전체적으로 들어야 합니다'라고 생각했습니다. 그 모든 것. 전체적으로 보기 위해, '저는 맹목적으로 연주하거나 그것이 속하지 않는 곳에 너무 맞추려고 하고 싶지 않기 때문입니다."
페트루치와 루디스가 그 음반이 다른 유기적인 사운드뿐만 아니라 진짜 현악기와 합창단이 필요하다고 느꼈기 때문에, 그들은 오케스트레이션의 측면들을 돕고 필요한 모든 음악가들을 녹음하는 작업을 처리하기 위해 베테랑 작곡가 데이비드 캠벨의 도움을 요청했다. 《키보드》를 위한 과정을 되돌아보면서, 루디스는 "우리의 초기 생각은, 그것을 모두 록 악기로 하고 데이비드가 그것을 편곡하도록 하는 것이었지만, 그것은 우리가 누구인지에 대해 정말로 앞서 생각하는 것이 아니었습니다. 우리가 스튜디오에 들어갈 때, 우리는 그것들이 꽤 세련될 때까지 작업하는 경향이 있었습니다. 그래서 우리는 우리가 사전-오케스트라라고 부르는 것에 들어갔습니다. 우리는 그것이 모두 진짜 연주자들로 대체될 것이라는 것을 알았기 때문에, 저는 우리가 듣고 싶은 현, 우리가 합창단을 원했던 합창단 등을 너무 구체적이지 않고, 특정한 부분이나 악기 도서관이 그것인 것에 대해 너무 구체적이지 않게 하기 위해 제 마음대로 어떤 소리라도 사용하곤 했습니다."라고 설명했다. 일단 음반의 편곡이 완료되면, 캠벨이 로스앤젤레스의 세션을 지휘하고 이끌면서, 그것들은 전 세계의 스튜디오에서 공연되고 녹음되었다.

## 반응
| 전문가 평가          | 전문가 평가 |
| 총 점수              | 총 점수     |
| 출처                 | 점수        |
| -------------------- | ----------- |
| 메타크리틱           | 80/100      |
| 평가 점수            |             |
| 출처                 | 점수        |
| AllMusic             | [ 11 ]      |
| Blabbermouth.net     | [ 12 ]      |
| Classic Rock         | [ 13 ]      |
| Consequence of Sound | B−          |
| Kerrang!             | [ 15 ]      |
| Loudwire             | Positive    |
| Metal Hammer         | [ 16 ]      |
| Record Collector     | [ 17 ]      |
| Rolling Stone        | [ 18 ]      |
| RTÉ.ie               | [ 19 ]      |

발매되자마자, 《The Astonishing》은 음악 출판물들로부터 전반적으로 호평을 받았다. 주류 출판물들로부터의 리뷰들에 100점 만점의 정규화된 평점을 부여하는 메타크리틱에서, 그 음반은 6개의 리뷰들에 기초하여, 평균 80점을 보유하고 있다. 비평가들은 특히 길고 파격적인 음반을 쓰려는 그 밴드의 의지에 대해 찬사를 받았는데, 올뮤직은 "드림 시어터는 음악계가 롱 플레이어들이 싱글들을 보유하기 위한 단지 봉투들이라는 생각에 두 배로 증가함에도 불구하고 '음반' 개념에 (그리고 청취자들의 관심 기간에) 투자했다"고 논평했다. 《롤링 스톤》은 "그 결과들은 드림 시어터의 모든 당파적인 것들을 기쁘게 하지 않을 것이고, 그들이 회의적인 것들을 전환시키지도 않을 것입니다. 그러나 공동 작곡가이자 키보디스트인 조던 루디스와 그들의 동료들이 그들의 열망의 대담함과 그것들을 성취하는 확신에 대해 공을 인정한다는 것을 부인하는 것은 어려운 마음일 것입니다."라고 결론을 내렸다. 《라우드와이어》는 또한 그 밴드의 독특한 접근 방식을 지지했지만, 그것이 그 음반을 팬들에게 양극화를 일으킬 수도 있다고 경고했다.
일부 비평가들은 그것을 "매우 우스꽝스럽다"고 묘사한 컨시퀀스를 포함하여 《The Astonishing》의 개념에 대해 비판적이었지만, 궁극적으로 그 음반에 전반적으로 긍정적인 평가를 주었다. 대조적으로, 《레코드 컬렉터》는 그 스토리텔링을 "한결같다"라고 묘사했다. 그들의 작성에서, RTE.ie는 "《The Astonishing》은 아이언 메이든의 최근 92분짜리 두 배 영혼의 책이 라몬즈 음반처럼 보이게 만들기 때문에, 재생 버튼을 누르기 전에 성급함을 주차하고, 매우 재미있고, 정신적인 팔꿈치 기름이 필요하고, 5인조는 다른 방식으로는 그것을 갖지 않을 것이다"라고 말했다.

## 곡 목록
모든 곡들은 존 페트루치와 조던 루디스에 의해 작사/작곡하였다.
| #   | 제목                             | 재생 시간 |
| --- | -------------------------------- | --------- |
| 1.  | 〈Descent of the NOMACS (기악)〉 | 1:10      |
| 2.  | 〈Dystopian Overture (기악)〉    | 4:50      |
| 3.  | 〈The Gift of Music〉            | 4:00      |
| 4.  | 〈The Answer〉                   | 1:52      |
| 5.  | 〈A Better Life〉                | 4:39      |
| 6.  | 〈Lord Nafaryus〉                | 3:28      |
| 7.  | 〈A Savior in the Square〉       | 4:13      |
| 8.  | 〈When Your Time Has Come〉      | 4:19      |
| 9.  | 〈Act of Faythe〉                | 5:00      |
| 10. | 〈Three Days〉                   | 3:44      |
| 11. | 〈The Hovering Sojourn (기악)〉  | 0:27      |
| 12. | 〈Brother, Can You Hear Me?〉    | 5:11      |
| 13. | 〈A Life Left Behind〉           | 5:49      |
| 14. | 〈Ravenskill〉                   | 6:01      |
| 15. | 〈Chosen〉                       | 4:32      |
| 16. | 〈A Tempting Offer〉             | 4:19      |
| 17. | 〈Digital Discord (기악)〉       | 0:47      |
| 18. | 〈The X Aspect〉                 | 4:13      |
| 19. | 〈A New Beginning〉              | 7:40      |
| 20. | 〈The Road to Revolution〉       | 3:35      |

| #   | 제목                          | 재생 시간 |
| --- | ----------------------------- | --------- |
| 1.  | 〈2285 Entr'acte (기악)〉     | 2:20      |
| 2.  | 〈Moment of Betrayal〉        | 6:11      |
| 3.  | 〈Heaven's Cove〉             | 4:19      |
| 4.  | 〈Begin Again〉               | 3:54      |
| 5.  | 〈The Path That Divides〉     | 5:09      |
| 6.  | 〈Machine Chatter (기악)〉    | 1:03      |
| 7.  | 〈The Walking Shadow〉        | 2:58      |
| 8.  | 〈My Last Farewell〉          | 3:44      |
| 9.  | 〈Losing Faythe〉             | 4:13      |
| 10. | 〈Whispers on the Wind〉      | 1:37      |
| 11. | 〈Hymn of a Thousand Voices〉 | 3:38      |
| 12. | 〈Our New World〉             | 4:12      |
| 13. | 〈Power Down (기악)〉         | 1:25      |
| 14. | 〈Astonishing〉               | 5:51      |